# Ezbet-El-Nakhl

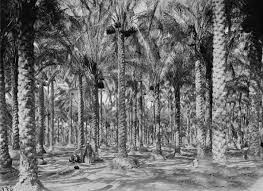
Une photo de la région d’Ezbet al-Nakhl, au nord-est du Caire, datant de 1912.

Ezbet-El-Nakhl est un quartier situé entre ceux d'Ain Shams et d'El Marg au Caire, qui s'étend dans le gouvernorat de Qalyubiya au-delà de la ville et du gouvernorat du Caire. Sa population de 730 000 habitants est majoritairement composée d'immigrants venus de Haute-Égypte vivant dans des bidonvilles. C'est le quartier des chiffonniers du Caire, le quartier ou vivent les familles de ces chiffonniers et aussi l'emplacement des décharges et des centres de traitements, gérés par ces chiffonniers, de la mégapole.

## Population et éducation
Les chiffonniers d’Ezbet-el-Nakhl sont des coptes, des chrétiens d’Egypte, méprisés par les Cairotes à leur arrivée dans les décennies 1940-1950. Ces anciens ouvriers agricoles sont souvent venus de Haute-Egypte après la coup d'État de 1952 en Égypte. Ils sont environ 80 000 travailleurs à vivre de cette activité. 
Ces « zabbaleen », puisque c'est ainsi qu'ils sont appelés («En fait, les zabaleens, ce sont ceux qui produisent les déchets. Nous, nous sommes les monazefins, les nettoyeurs. Mais le terme zabaleen est entré dans le langage courant» précise un responsable de cette communauté) parviennent à recycler 90 % de ce qu’ils collectent, disent-ils, mais ce ratio est invérifiable. Ils collectent les déchets, les trient et tentent de les recycler. Ceci représente environ 15 000 tonnes de déchets collectés et à traiter par jour,  pour une mégapole de 20 millions d’habitants. Ils agissent non par souci écologique, mais  pour survivre, et leurs techniques sont impressionnantes. Par contre, le fonctionnement se fait en partie au détriment de leur santé. Les infections pulmonaires sont nombreuses du fait des déchets brulés et des matières toxiques.
La population d’Ezbet-El-Nakhl ne dispose pas des institutions éducatrices adéquates. Les écoles gouvernementales sont peu nombreuses face au nombre grandissant d'enfants dans le quartier. Il y a seulement trois écoles élémentaires gouvernementales dans le quartier. La capacité moyenne d'une salle de classe est de 60 enfants. L'éducation a pu être pourvue par l'école gouvernementale sauf pour les très pauvres. Le résultat est un fossé entre l'éducation et la réalité du marché du travail.
En étant divisé sur deux gouvernorats, les moyens deviennent instables pour l'éducation, la santé et l'environnement.

## L'association Mahaba
Créée en août 2007, l'association Mahaba est née au Caire du désir et de la volonté du Docteur Adel et de la sœur Maria. Officiant dans le bidonville d'Ezbet-El-Nakhl, ses volontaires continuent l'œuvre de sœur Emmanuelle. En lien avec le Centre Salam, situé dans ce quartier, l'association Mahaba a pour but d'apporter un soutien matériel et éducatif aux chiffonniers et à leurs enfants.

## Centre Salam
En 1980, l'épouse du président Sadate  inaugure le Centre Salam. Il s’agit d’un centre polyvalent avec un dispensaire où une vingtaine de médecins bénévoles donnent des soins, une maternité, une nurserie, un centre pour handicapés, des ateliers professionnels et un club social. Puis, une petite école, Mahaba school, à la lisière même de la zone des poubelles. À son départ, sœur Emmanuelle a confié la direction du Centre à la congrégation copte-orthodoxe égyptienne Filles de Marie de Béni-Souef, qui poursuivent les actions.
Le Centre a développé de nouvelles actions, en direction notamment des handicapés qui ont maintenant une école spécialisée et un pensionnat. Une équipe tente de délivrer des cartes d’identité à ceux qui en font la demande, et une clinique de pédiatrique a vu le jour avec une mission pédagogique auprès des mamans.
Un hôpital est actuellement opérationnel, avec un centre de formation afin de pouvoir employer des gens issus du quartier et leur donner de nouvelles opportunités.
Dans les locaux du Centre Salam, l’AEEN et l'association Mahaba exercent leurs missions.